# Elenchus fungorum (книга Фриса)
Elenchus fungorum («Указатель грибов») — работа в двух томах, написанная шведским микологом Элиасом Магнусом Фрисом (1794—1878). Является дополнением к другой работе Фриса Systema mycologicum.
Стандартное обозначение названия книги при использовании в номенклатурных цитатах — Elench. fung.

## Общая информация
Полное название работы — Elenchus fungorum, sistens commentarium in Systema mycologicum.
Первый том работы, Volumen I, был издан в 1828 году Эрнестом Морицем в Грайфсвальде. В него входило 238 страниц. Второй том «Указателя», Volumen II, включал 154 страницы. Ко второму тому прилагалось вступление из 6 страниц. В некоторых копиях это вступление имеется не во втором, а в первом томе.
В 1830 году книга Elenchus fungorum была издана заново. Однако в новом издании заметно был изменён лишь титульный лист, заглавие было изменено на Systema mycologicum supplementum. Большая часть самой работы была оставлена без изменений.
В 1832 году был издан 202-страничный алфавитный указатель названий, опубликованных в Systema и Elenchus. Он назывался Index alphabeticus generum, specierum et synonymorum in Eliae Fries Systemate mycologico ejusque supplemento "Elencho fungorum" enumeratorum s.l.
Согласно статье 13 Международного кодекса ботанической номенклатуры работа Elenchus fungorum считается частью Systema mycologicum. Таким образом, названия грибов, впервые употреблённые в «Указателе», обладают приоритетом над всеми названиями, опубликованными до 1828 года.